# Nordin Gerzić

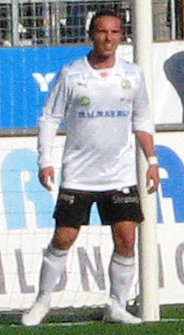
Gerzić im Mai 2008

Nordin Gerzić (* 9. November 1983 in Bosanska Gradiška, Jugoslawien) ist ein schwedischer Fußballspieler mit bosnischen Wurzeln. Der Mittelfeldspieler debütierte 2011 in der schwedischen Nationalmannschaft.

## Werdegang
1994 kam Gerzić nach Schweden. Dort schloss er sich der Nachwuchsabteilung von Eskilstuna City FK an, bei der er bis 1997 gegen den Ball trat. Anschließend wechselte er zum Örebro SK. Nachdem er dort nicht in der ersten Mannschaft zum Einsatz gekommen war, ging er 2003 auf Leihbasis zum Lokalrivalen Rynninge IK. Mit dem Klub verpasste er als Tabellendritter hinter IK Brage und Degerfors IF den Staffelsieg in der dritten Liga, dennoch verpflichtete ihn der Verein fest. Zwar stieg er mit der Mannschaft am Ende der folgenden Spielzeit ab, blieb dem Klub aber treu und zeichnete sich anschließend als einer der besten Offensivspieler der vierten Liga aus. 
Nachdem Gerzić Anfang 2007 als Probespieler ins Training bei Örebro SK zurückgekehrt war, unterschrieb er im März des Jahres einen Profivertrag beim Klub. In seiner Debütsaison in der Allsvenskan war er Ergänzungsspieler und bestritt alle seine acht Saisoneinsätze als Einwechselspieler. In der Spielzeit 2008 etablierte er sich unter dem neuen Trainer Sixten Boström als Stammkraft in der Offensive des Klubs. Während zunächst Plätze im mittleren Tabellenbereich erreicht wurden, überraschte er mit der Mannschaft an der Seite von Magnus Kihlberg, Samuel Wowoah, Patrik Anttonen und Michael Almebäck in der Spielzeit 2010 als Tabellendritter. Mit seinen Leistungen im Saisonverlauf hatte er auch Nationaltrainer Erik Hamrén auf sich aufmerksam gemacht. Im Dezember nominierte dieser ihn gemeinsam mit seinem Mannschaftskameraden Almebäck für die Südafrikatour der Landesauswahl im Januar 2011. Beim 2:1-Erfolg über die botswanische Nationalmannschaft am 19. Januar 2011 debütierte er als Einwechselspieler für Alexander Gerndt in der 82. Spielminute im Nationaljersey. Drei Tage später stand er beim 1:1-Unentschieden gegen Südafrika erstmals in der Startelf. Im Sommer 2011 verlängerte der Mittelfeldspieler seinen Vertrag bei ÖSK um fünf Jahre. Den Vorjahreserfolg konnte er mit dem Klub dennoch nicht bestätigen, als Tabellenzwölfter stand der Klub mit acht Punkten Vorsprung jedoch deutlich vor dem Relegationsplatz. 
In der Winterpause vor der Spielzeit 2012 verhandelte Gerzić nur sechs Monate nach seiner Vertragsverlängerung erfolgreich mit dem Ligakonkurrenten IFK Göteborg, bei dem er einen Vier-Jahres-Vertrag unterzeichnete. Mit einer von der Presse kolportierten Ablösesumme von 7,5 Millionen Schwedischen Kronen wäre er der teuerste Abgang in der Geschichte von Örebro SK. Unter Trainer Mikael Stahre schwankte er jedoch bei seinem neuen Klub zwischen Startelf und Ersatzbank, lediglich in zwölf seiner 23 Saisoneinsätze stand er in der Anfangself.
Im August 2013 kehrte Gerzić auf Leihbasis bis zum Saisonende zum zwischenzeitlich in die zweitklassige Superettan abgestiegenen Örebro SK zurück.